# Chilota
Chilota är en sjö i Antarktis. Den ligger i Sydshetlandsöarna. Argentina, Chile och Storbritannien gör anspråk på området. Chilota ligger 69 meter över havet.
I övrigt finns följande vid Chilota:
- Emerald Lake (en sjö)